# 華盛頓山 (新罕布什爾州)
華盛頓山位於美國東北部的新罕布什爾州库斯县，海拔高度1,917米，人類在1642年首次登頂。該山峰是美國東北部的最高峰，曾於1934年4月12日錄得每小時372公里的風速，創下了世界紀錄（直至1996年）。若排除龍捲風或熱帶氣旋的相關數據，華盛頓山至今仍保持著最高風速記錄。

## 外部連結
- Mount Washington Observatory （页面存档备份，存于）
- Mount Washington Cog Railway （页面存档备份，存于）
- Mount Washington Auto Road （页面存档备份，存于）
- Current trail conditions on and around Mount Washington （页面存档备份，存于）
- 19th-century paintings of Mount Washington
- Computer generated summit panoramas North （页面存档备份，存于） South （页面存档备份，存于） West to Adirondack Group （页面存档备份，存于） Index （页面存档备份，存于）
- National Geographic: Mount Washington - Backyard Arctic （页面存档备份，存于）